# Fernando Martín-Valenzuela Marzo
Fernando Martín-Valenzuela Marzo (Montalbán, Teruel, 12 de noviembre de 1948) es un diplomático español. Ha sido embajador representante permanente de España ante la Oficina de la Organización de las Naciones Unidas en Ginebra (1991-1996); Embajador de España en Canadá (1996-1999); y Secretario de Estado de Asuntos Exteriores (2018-2020).  

## Carrera diplomática
Nacido en la localidad turolense de Montalbán en 1948. Tras licenciarse en Derecho en la Universidad de Zaragoza, se diplomó en Estudios Internacionales por la Escuela Diplomática, incorporándose al cuerpo diplomático en 1974. Completó su formación académica realizando los Cursos de doctorado en Derecho Internacional (Universidad de París II), en el Instituto Universitario de Altos Estudios Internacionales (Universidad de París II); y en Economía internacional, Economía política, y Teoría económica (UNED Madrid).
Martín-Valenzuela, quien fue nombrado presidente y director ejecutivo de la Agencia Española de Cooperación Internacional para el Desarrollo (AECID) en 1989, dejó el cargo posterior en 1991, convirtiéndose en el representante permanente de España ante las Naciones Unidas y otras organizaciones en Ginebra. Posteriormente fue Embajador de España en Canadá (1996-1999).
Tras la investidura de Pedro Sánchez como Presidente del Gobierno en junio de 2018, Valenzuela fue nombrado Secretario de Estado de Asuntos Exteriores del Ministerio de Asuntos Exteriores, Unión Europea y Cooperación (segundo después del Ministro Josep Borrell en la jerarquía informal). Ocupó dicho cargo entre el 27 de junio de 2018 y el 5 de febrero de 2020, siendo reemplazada por Cristina Gallach.